# Cartel de Tijuana
O Cartel de Tijuana (em espanhol: Cártel de Tijuana) ou Organização Arellano-Félix (em espanhol: Cártel Arellano Félix - CAF) é atualmente um pequeno cartel de drogas mexicano com sede em Tijuana. O cartel já foi descrito como "um dos maiores e mais violentos grupos criminosos do México". No entanto, desde a incursão do Cartel de Sinaloa em 2006 na Baixa Califórnia e da queda dos irmãos Arellano-Félix, o Cartel de Tijuana foi reduzido a um pequeno grupo de células dispersas.